# Diponthus argentinus
Diponthus argentinus is een rechtvleugelig insect uit de familie Romaleidae. De wetenschappelijke naam van deze soort is voor het eerst geldig gepubliceerd in 1887 door Pictet & Saussure.